# Неягава
Неягава е град в Япония. Населението му е 231 821 жители (по приблизителна оценка от октомври 2018 г.), а площта му е 24,73 кв. км. Намира се в часова зона UTC+9. Основан е на 3 май 1951 г.